# Ruwe paddenkopschildpad
De ruwe paddenkopschildpad (Mesoclemmys tuberculata) is een schildpad uit de familie slangenhalsschildpadden (Chelidae).

## Naam en indeling
De wetenschappelijke naam van de soort werd voor het eerst voorgesteld door Herman Luederwaldt in 1926. Oorspronkelijk werd de wetenschappelijke naam Rhinemys tuberculata gebruikt. De schildpad behoorde lange tijd tot de geslachten Batrachemys en Phrynops. De soortaanduiding werd vroeger wel gespeld als tuberculatus. De soortaanduiding tuberculata betekent vrij vertaald 'voorzien van bultjes' en slaat op de ruwe structuur van de huid van de nek.
De soort Mesoclemmys vanderhaegei werd lange tijd als een ondersoort van de ruwe paddenkopschildpad.

## Uiterlijke kenmerken
De schildpad bereikt een maximale rugschildlengte tot 25 centimeter, het schild is iets koepelvormiger dan dat van verwante soorten. Het schild is het breedst achter het midden, het schildoppervlak is ruw van structuur. De kleur van het schild is licht tot donkerbruin tot zwart. Op het midden is vaak een iets gezaagde lengtekiel aanwezig met aan weerszijden een ondiepe langwerpige groef. De kop is opvallend breed en heeft opgezette delen bij de trommelvliezen. De kop en poten zijn grijs tot bruin van kleur. De kaken zijn lichter tot geel, aan de bovenkaak is een lichtere lengtestreep aanwezig. Aan de bovenzijde van de nek zijn vaak kleine ronde bultjes aanwezig waaraan de wetenschappelijke en Nederlandstalige naam te danken is. De marginaalschilden aan de achterzijde van het rugschild zijn soms iets omhoog gekromd.
De onderzijde van de marginaalschilden en het buikschild hebben een gele kleur, de middennaad van het buikschild is donkerder. Het buikschild is echter variabel van kleur en kan ook donkerbruin zijn. Het tussenkeelschild is dusdanig breed dat de keelschilden elkaar niet raken. De plastronformule is als volgt: intergul >< fem >< an >< abd > gul > pect > hum.
Mannetjes zijn van vrouwtjes te onderscheiden door een langere en dikkere staart en een iets holler buikschild.

## Levenswijze
De ruwe paddenkopschildpad is voornamelijk carnivoor en leeft van aas, kleine ongewervelde dieren zoals regenwormen, slakken en insecten en ook kleine vissen worden wel buitgemaakt. Voorafgaand aan de paring achtervolgt het mannetje een vrouwtje en legt zijn kop op die van haar waarna de kop heen en weer wordt bewogen. De vrouwtjes zetten ongeveer vijf tot tien eieren af per legsel. De eieren zijn wit van kleur en zijn ongeveer 25 millimeter breed en 31 mm lang. De juvenielen hebben een schildlengte van ongeveer 37 millimeter.

## Verspreiding en habitat
De ruwe paddenkopschildpad komt voor in delen van Zuid-Amerika en leeft endemisch in Brazilië. Hier komt de schildpad voor in de deelstaten Ceará, Piauí, Sergipe en Rio Grande do Norte. De soort komt vooral voor in het riviersysteem van de São Francisco. De habitat bestaat uit wat kleinere wateren zoals meren en riviertjes, er is een voorkeur voor langzaam stromend water.